# Nova Iguaçu
Nova Iguaçu är en stad och kommun i Brasilien och ligger i delstaten Rio de Janeiro. Den ingår i Rio de Janeiros storstadsområde och kommunen hade år 2014 cirka 800 000 invånare. Mesquita bröt sig ur den 1 januari 2001 och bildade en egen kommun. Flygplatsen Aeroclube Airport ligger i kommunen.